# Равана
Ра́вана (санскр. रावण, Rāvaṇa IAST, букв. «виючий») — повелитель ракшасів, міфічний владика острова Ланка, персонаж епосу «Рамаяна», антагоніст головного героя — Рами. За переказами мав десять голів.

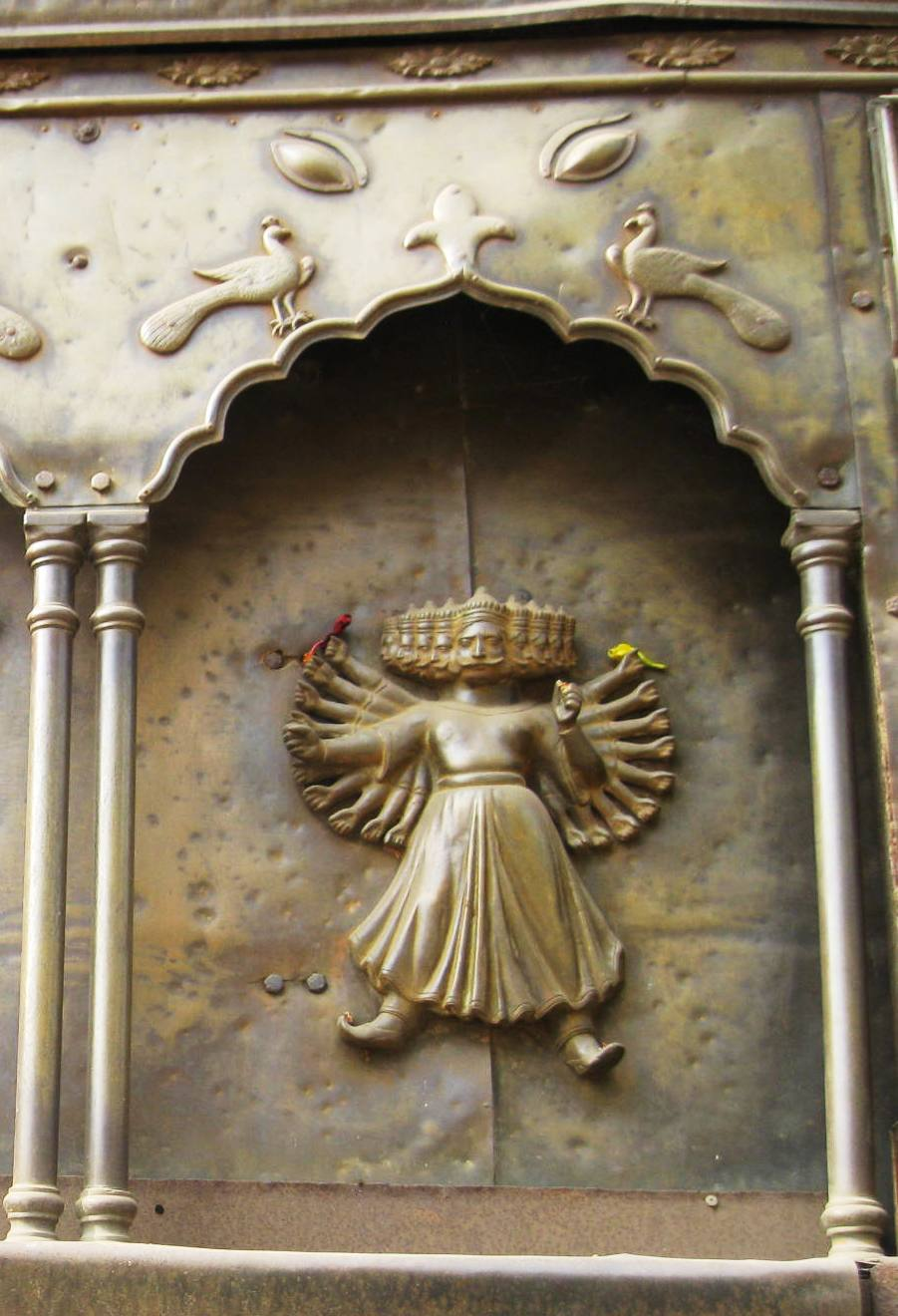
Равана на мідній колісниці, Сірсол Раджбарі, Західна Бенгалія, Індія.

Згідно з легендою, Равана десять тисяч років віддавався суворій аскезі й у нагороду Брахма наділив його даром невразливості від богів і демонів. В результаті Равана зміг узурпувати владу над усіма трьома світами (небо, земля і підземний світ). На Ланці він заснував царство ракшасів, вигнав звідти свого зведеного брата Куберу. Також він скинув із небес богів і змусив їх прислужувати йому в його будинку — Агні готував їжу, Варуна приносив воду, Ваю підмітав підлогу тощо. Аби позбутися тиранії, бог Вішну, на прохання інших богів, народився на землі у вигляді смертного — Рами. Рама довго намагався вбити Равану під час битви під Ланкою, і відтинаючи йому голови, але вони тут же відростали знову. Тоді Рама вразив Равану в серце «стрілою Брахми».